# Занзібар (місто)
Занзіба́р (англ. Zanzibar City) — місто в Танзанії, адміністративний, економічний і культурний центр острівної частини країни (Занзібару); також центр регіону Занзібар Західний.

## Географія і населення
Місто розташоване на західному узбережжі Занзібару (о-ву Унгуджа). Морський порт. У 2002 році за даними перепису населення міста Занзібар становило 205,870 жителів.

## Історія
Перші документальні свідчення про місто Занзібар відносяться до XVI ст.. Вважається, що в заснуванні міста взяли участь нащадки персів і араби, які стали основою формування місцевої аристократії й окремої етнічної групи — суахілі (від араб. сахіль «берег», тобто «берегові люди, люди узбережжя»). Сама́ назва міста (як і острову й групи островів у цілому), на думку фахівців, походить від перс. زنگبار, Зангі-бар «чорне узбережжя» (у арабській передачі — араб. زنجبار Занджі-бар).
У наступну епоху Занзібар, разом з Момбасою, стає одним з найбільших осередків работоргівлі у Східній Африці.
У XIX ст. Занзібар короткий час був столицею Оманського султанату (султанат Маскат), згодом незалежного (пізніше під протекторатом Британської імперії) Занзібарського султанату.
З 10 грудня 1963 року Занзібар — столиця незалежного Занзібару.
На поч. 1964 року після перевороту та об'єднання країни з Танганьїкою разом з усім Занзібаром увійшов до новоствореної Об'єднаної Республіки Танзанія.

## Транспорт і економіка
Занзібар — значний порт на узбережжі Індійського океану. За допомогою аеропорту з'єднаний повітряним сполученням з материковою Танзанією.
У місті є підприємства з переробки сільськогосподарської і рибної продукції, миловарні, парфумерні, шкіряно-взуттєві фабрики. Розвинуті ремесла.
Ведеться експорт прянощів (гвоздика), копри, цитрусів, гвоздичної та кокосової олій тощо.

## Архітектура і культура
Основна забудова міста Занзібар — будинки арабського типу з коралів і черепашнику — являє собою лабіринт вузьких вуличок. Дво-, триповерхові будинки з пласкими дахами оточують непрохідним муром внутрішні подвір'я. Будинки часто мають масивні різьблені двері, розписні віконниці (у розписі улюбленими є морські орнаменти, символічні зображення риб, лотоса, ланцюгів тощо).
Історична частина міста, т. зв. «Кам'яне місто» (або Місто кам'яниць, англ. Stone Town, суах. Mji Mkongwe) зі старою забудовою (султанський палац Бейт-аль-Аджаб «Дім чудес», мечеті, арабська фортеця, житлові кам'яниці, а також колоніальні будови костелу та англіканської церкви) включена до Переліку Всесвітньої спадщини ЮНЕСКО, а більшість об'єктів були реставровані протягом останніх десятиліть ХХ ст..
У місті розташовані Дослідна організація морського рибальства, Державний музей Занзібару, Університет Занзібару тощо.

## Видатні уродженці і гості
- Навідомішим вихідцем з «Кам'яного міста» Занзібару є Фредді Мерк'юрі (уроджений Фарох Бульсара / Farrokh Bulsara), всесвітньо відомий співак.
- У 1866 році декілька тижнів у місті гостював знаменитий мандрівник і місіонер Девід Лівінгстон, повертаючись зі своєї останньої подорожі до Африки. Зберігся будинок, де він жив.

## Галерея

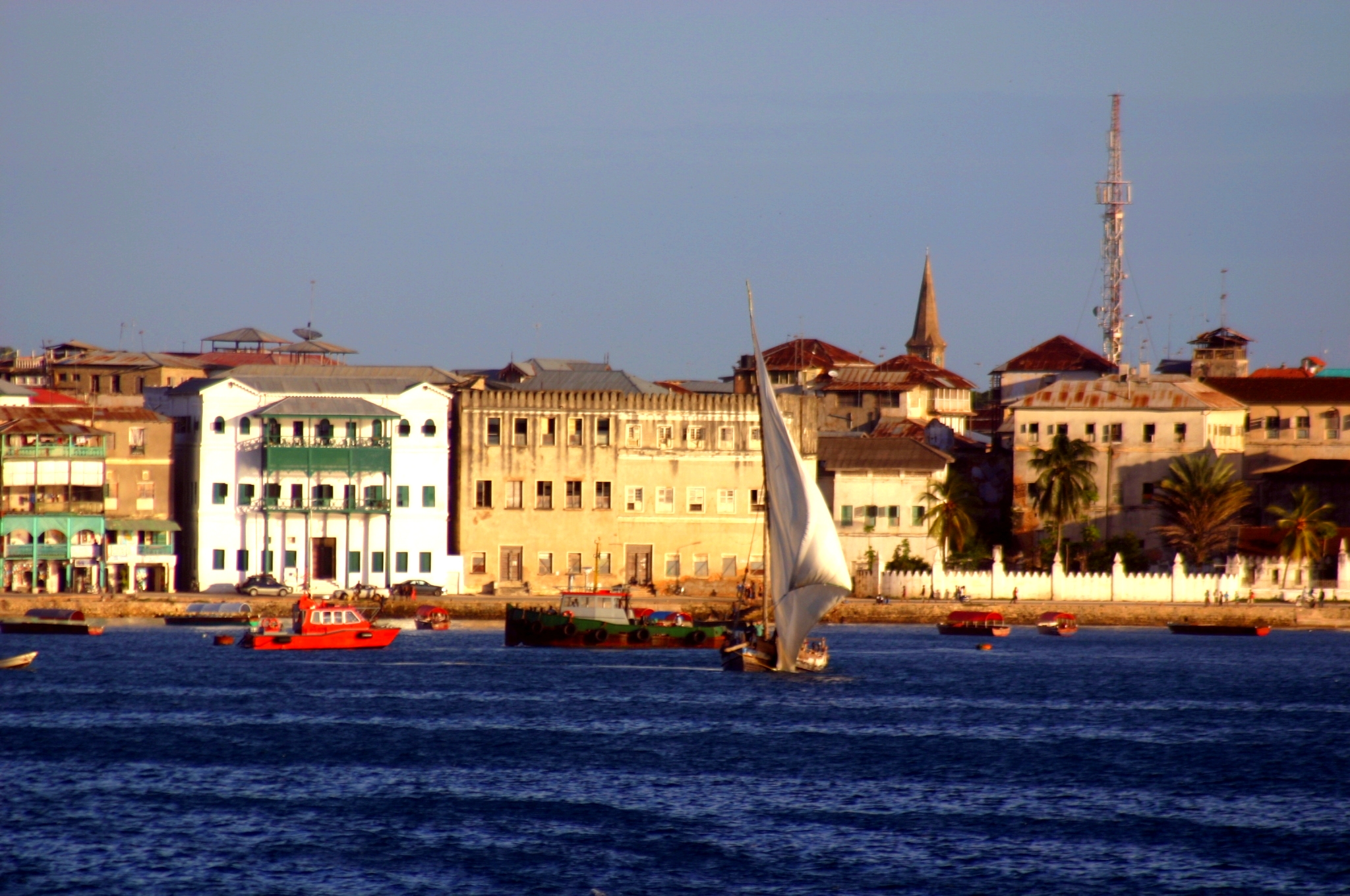
Занзібар, вид з моря
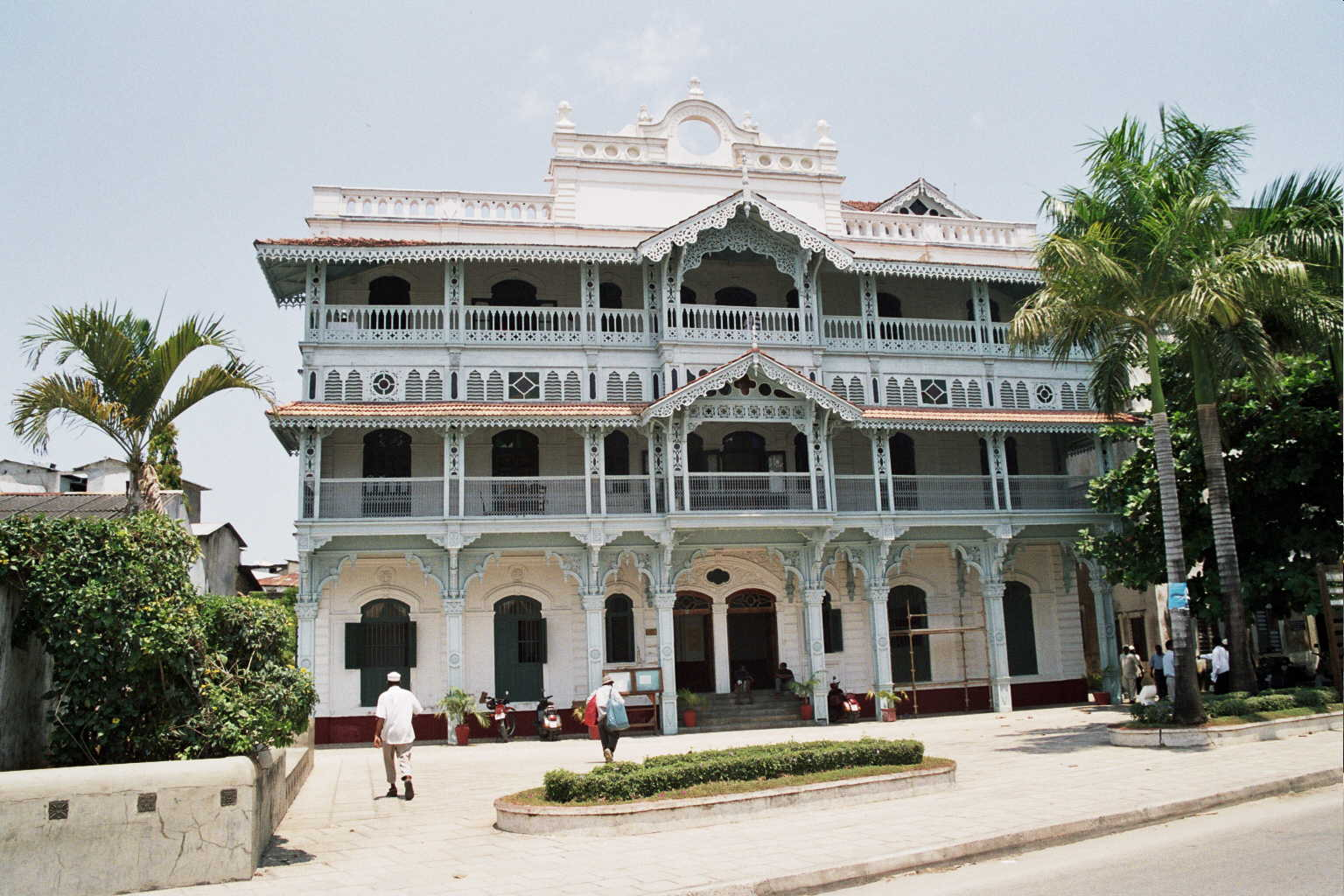
У «Кам'яному місті»
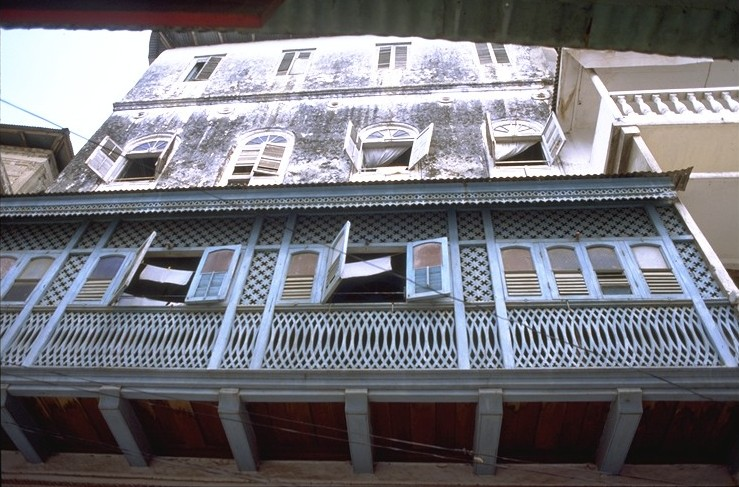
У «Місті кам'яниць»
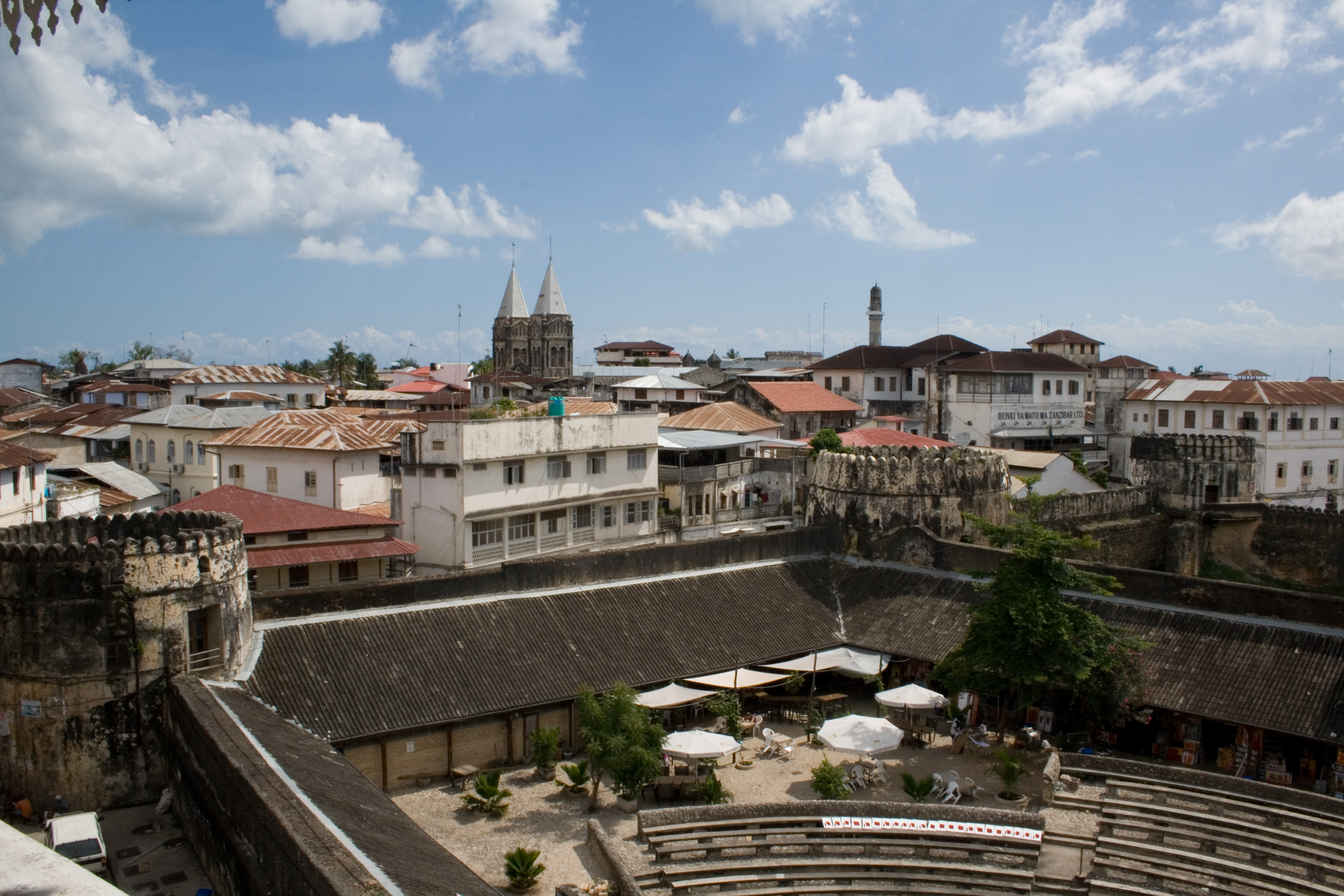
Місто кам'яниць, загальний вид; напереду — форт
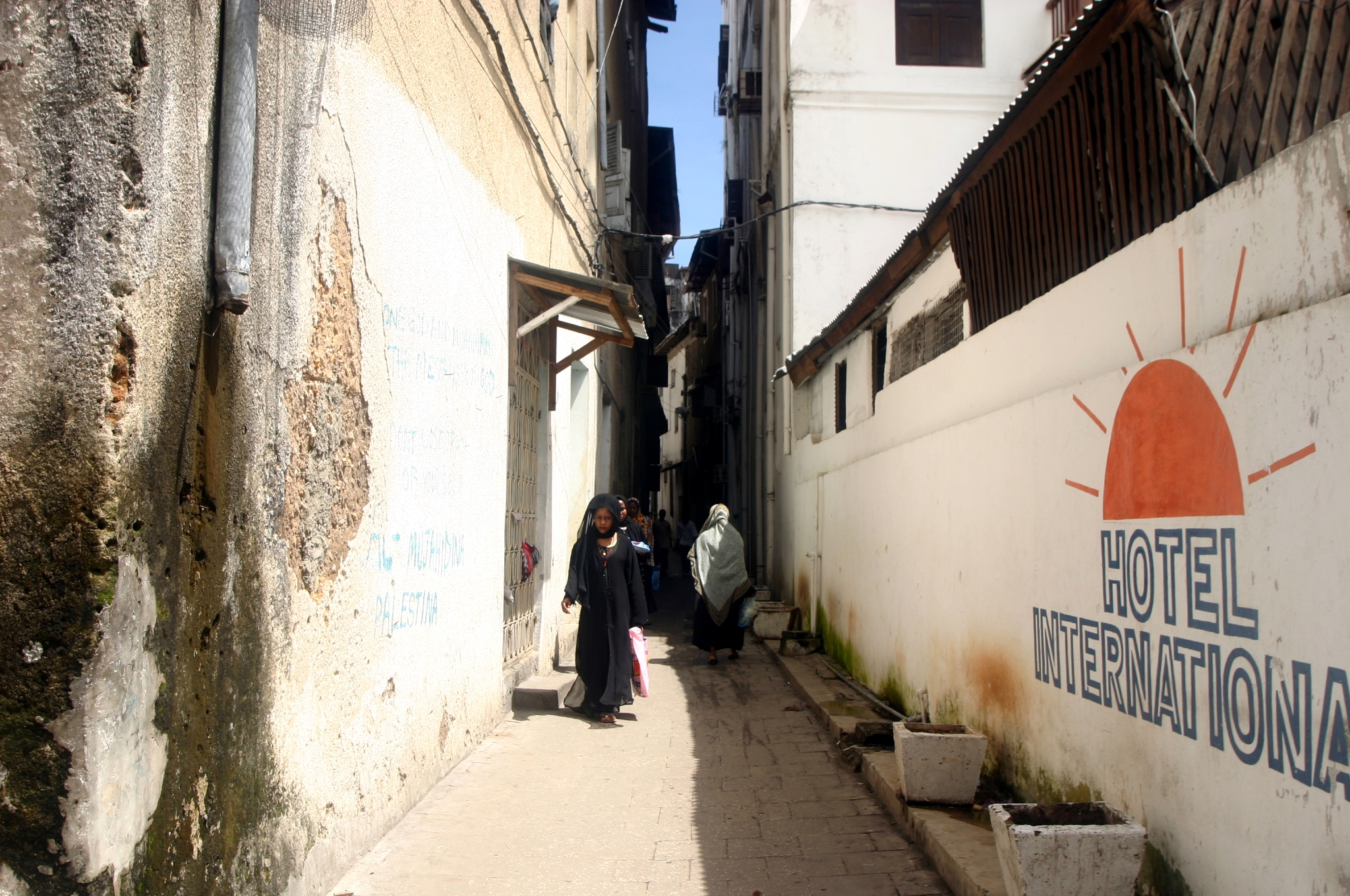
Вуличка старого міста
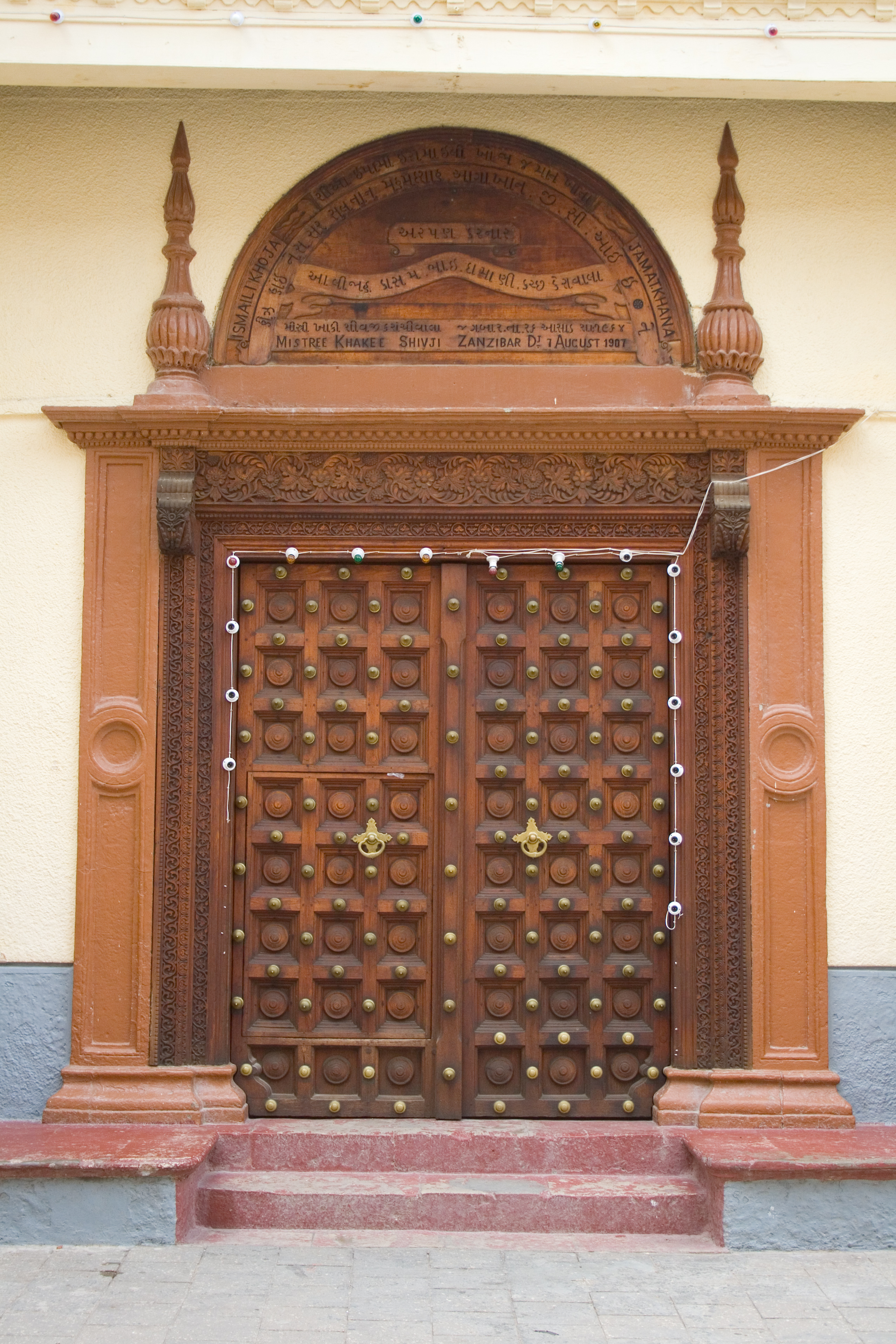
Різьблений портал
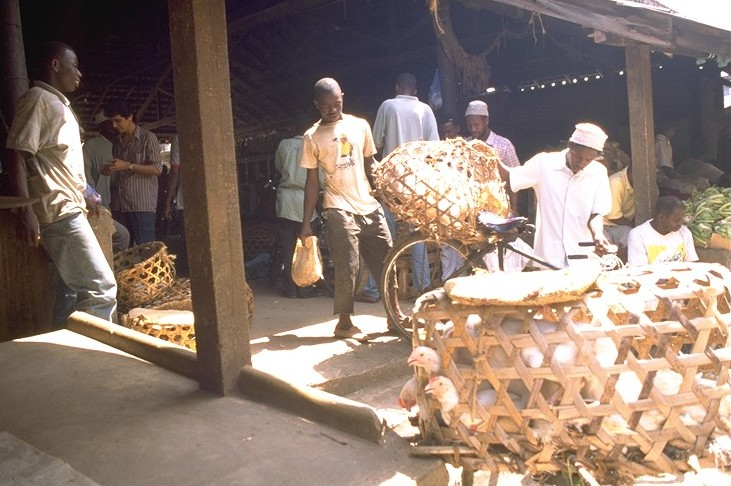
На ринку
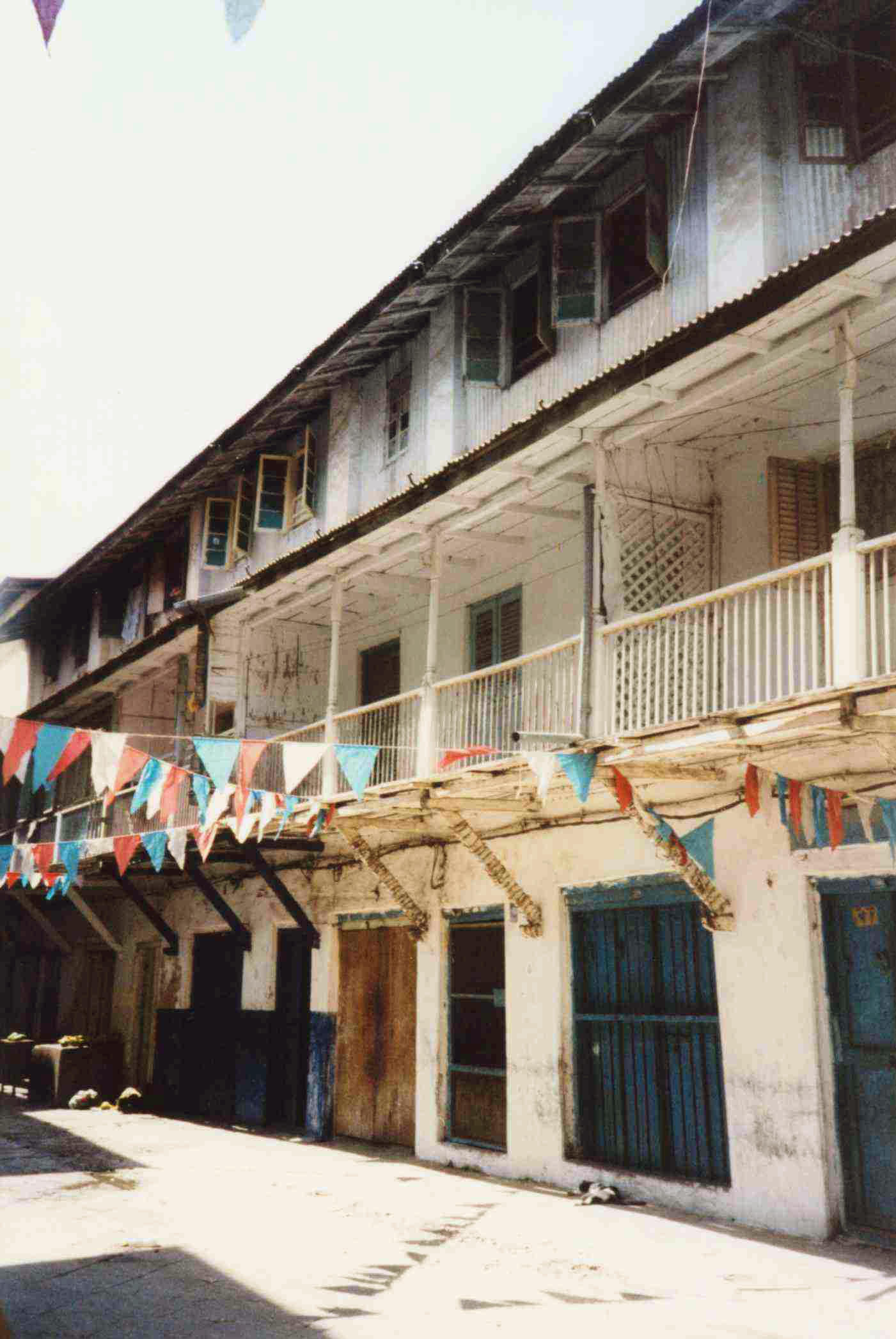
Будинок, де народився Фредді Мерк'юрі
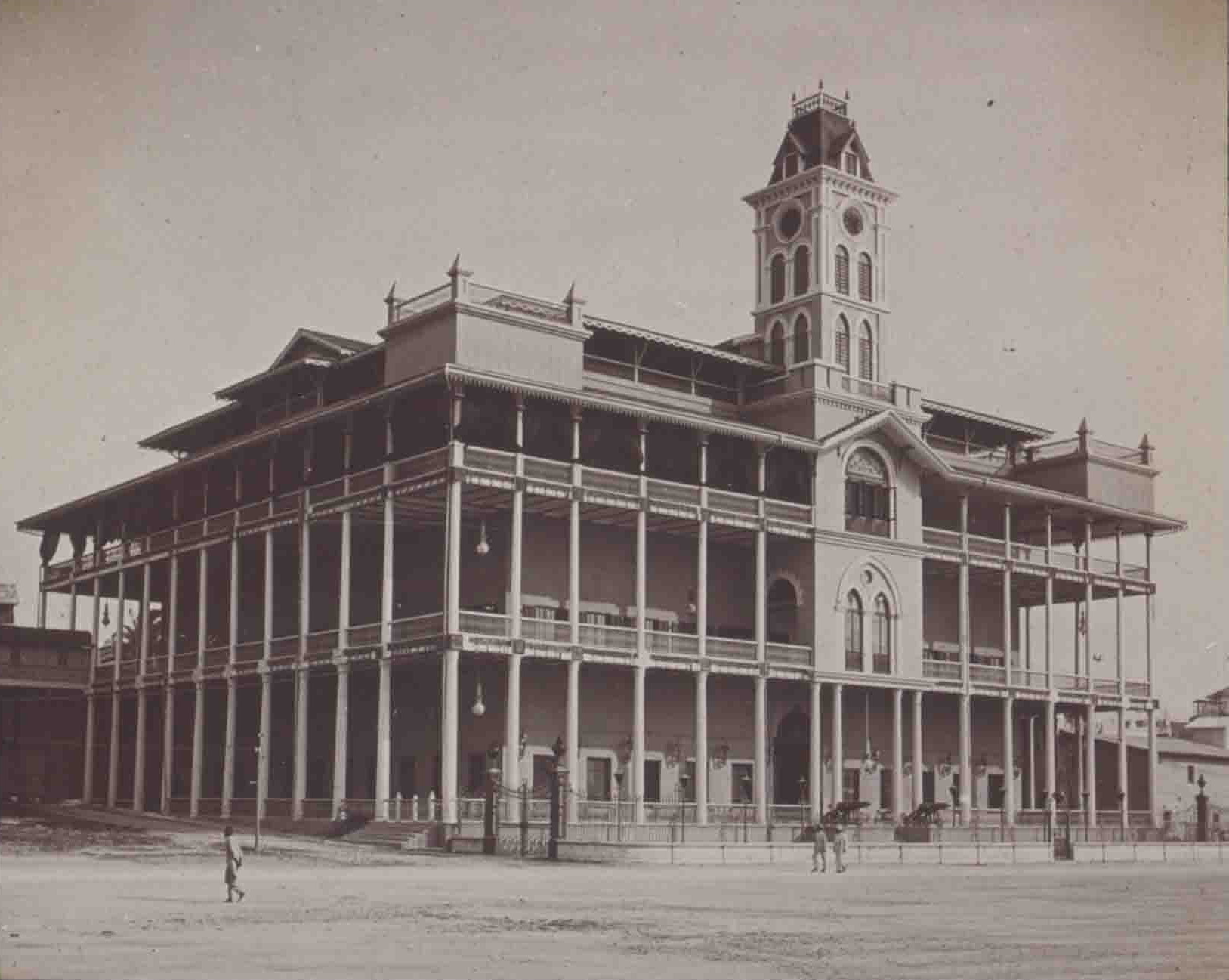
Султанський палац, 1909 рік
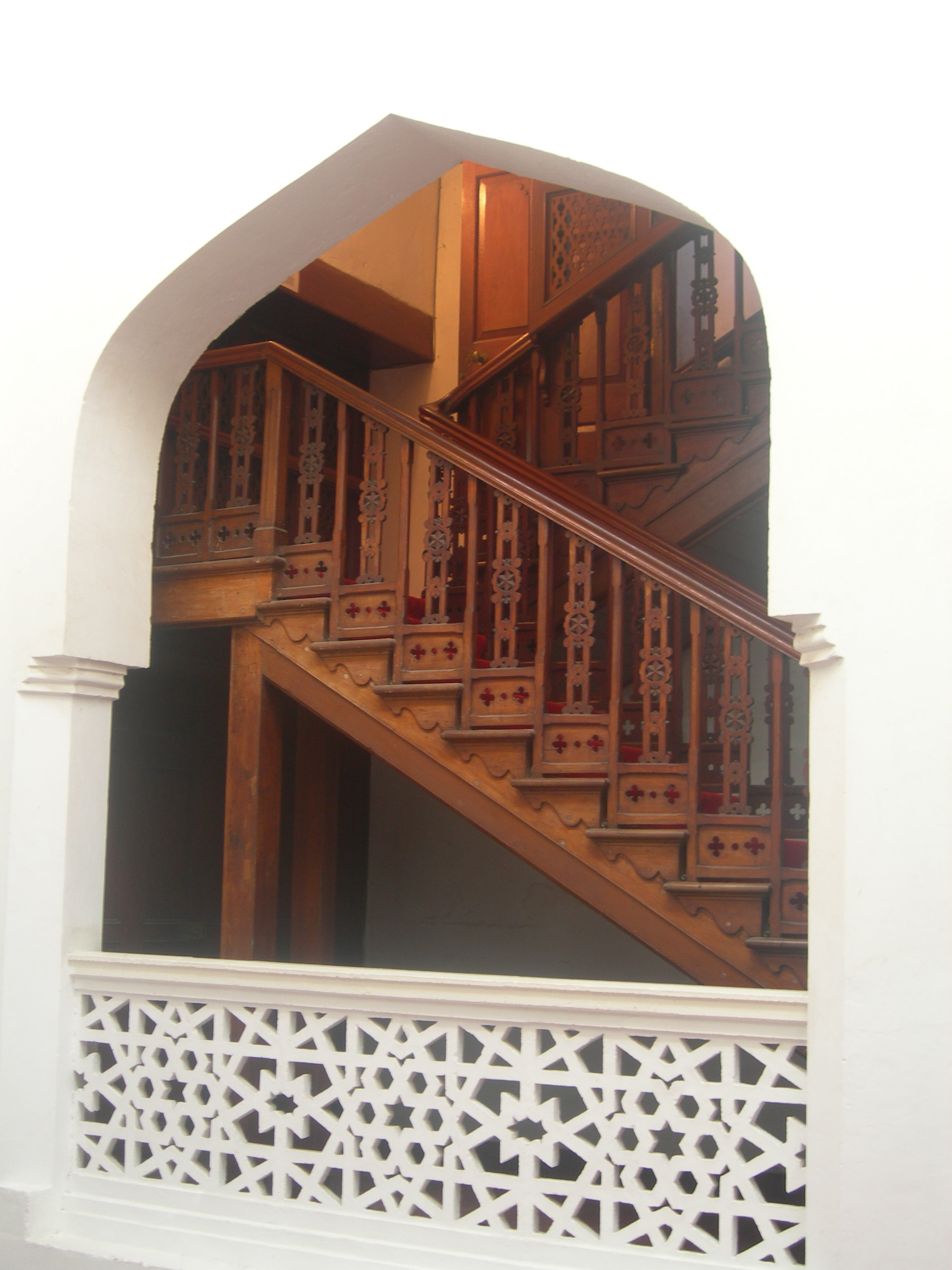
Фрагмент будівлі Бейт-аль-Аджабу